# Capanna Albagno
Die Capanna Albagno (deutsch Albagnohütte) ist eine Schutzhütte im Valle di Gorduno im Ortsteil Gorduno der Gemeinde Bellinzona im Kanton Tessin in den Lepontinischen Alpen auf einer Höhe von 1870 m ü. M.

## Geschichte und Beschreibung
Die zweistöckige Steinhütte wurde 1932 eingeweiht und 2005 saniert. Sie befindet sich auf der Gebirgskette, die das  Gorduno- vom Sementinatal  trennt. Sie gehört der Sektion Bellinzona der Unione Ticinese Operai Escursionisti (UTOE) unter dem Dachverband Federazione Alpinistica Ticinese (FAT).
Die Hütte hat einen Aufenthalts-/Essraum mit 28 Plätzen. Die 28 Betten sind auf zwei Räume mit je 6, 6, 16 Schlafstellen aufgeteilt. Die Küche hat einen Gas- und Holzherd. Geheizt wird mit Holz und mit Solarzellen beleuchtet. Es gibt eine Aussenterrasse mit Tischen. Sie ist ganzjährig mit Kochgelegenheit geöffnet, aber nur von Juni bis Oktober zeitweise bewartet. Der Zugang im Winter wird wegen der Querung der steilen Hänge nicht empfohlen.
Die Gegend ist geeignet für Wanderer und Familien und als Ausgangsort für den Übergang in andere Hütten der Region.
Die Hütte ist Etappenort der elften Etappe des Höhenwegs Via Alta Idra, der in 12 Etappen von der Quelle des Flusses Tessin bis zu seiner Mündung in den Lago Maggiore führt.

## Hüttenzustiege mit Gehzeit
- Von Mornera (1344 m ü. M.) in 1 ¾  Stunden (Schwierigkeitsgrad T2). Von Monte Carasso bis Mornera führt eine Luftseilbahn.
- Von Monti di Bedretto/Bedréd (1283 m ü. M.) oberhalb Gorduno in 2 Stunden (T2). Die Monti di Bedretto sind mit dem Auto erreichbar.

## Aufstiege
- Bocchetta d’Albagn (2057 m ü. M.) in 20 Minuten (T3)
- Gaggio (2267 m ü. M.) in 1 ¼ Stunden (T3)
- Cima dell’Uomo (2390 m ü. M.) in 2 ½ Stunden (T4)
- Cima di Morisciolo (2201 m ü. M.) in 3 Stunden (T3)
- Cima d’Erbea (2338 m ü. M.) in 1 ½ Stunden (T4)
- Madón (2395 m ü. M.) in 3 ½ Stunden (T3)
- Pizzo di Vogorno (2442 m ü. M.) in 6 Stunden (T3)
- Via Alta della Verzasca ist eine «weiss-blau-weiss» markierte Route (T4 bis T6) für erfahrene Berggänger in vier Etappen.

## Klettersteig
- Der Klettersteig „Tresignori“ liegt 20 Minuten von Mornera entfernt.[5]

## Übergänge zu Nachbarhütten
- Capanna Mognone (1463 m ü. M.)
- Capanna Orino (1395 m ü. M.)
- Capanna Gariss (1422 m ü. M.) über Bocchetta d’Albagn (2057 m ü. M.)
- Capanna Borgna (1911 m ü. M.) über Bocchetta d’Erbea (2251 m ü. M.) und Bocchetta della Cima dell’Uomo (2278 m ü. M.) und Passo di Ruscada (2071 m ü. M.)
- Capanna Alpe Lèis (1800 m ü. M.) über Bocchetta della Cima dell’Uomo und Bochete di Cazzan (2104 m ü. M.)
- Capanna Fümegna, Val Pincascia, Lavertezzo (1810 m ü. M.) in 6 Stunden